# Neszerkauhór
Neszerkauhór ókori egyiptomi herceg volt az V. dinasztia idején; Dzsedkaré Iszeszi fia. Abuszírben temették el, a ma Dzsedkaré családi temetőjeként ismert területen.

## Élete
Neszerkauhór számos fontos címet viselt: „a Nagy Istennel együtt tisztelt”, „örökös herceg”, „az Ötök legnagyobbja Thot templomában”, „aki ismeri az isten szavának titkait”, „fő felolvasópap”, „a király fia”, „a király legidősebb, szeretett vér szerinti fia”, „egyetlen társ”, „a jó könyv írnoka”. Nem tudni, hogy volt-e bármi tényleges hivatala, vagy címei csak tiszteletbeliek. A vér szerinti hercegek az V. dinasztia korának elején nem töltöttek be hivatalt, az ezt követő VI. dinasztia idejében azonban előfordult, hogy felügyelték a király piramisának építését; lehetséges, hogy Neszerkauhór, aki ezen két időszak között élt, felügyelhette apja egyes építkezéseit.
Anyja kiléte nem ismert. Neszerkauhórt Abuszírben temették el, egy temetőben, amely Dzsedkaré Iszeszi uralkodásának második felében épült. Sírja kicsivel későbbinek tűnik, mint lánytestvéréé, Hekeretnebtié, valamint Idu nemesemberé. Neszerkauhór masztabasírját az 1980-as években tárták fel, és fa szobrok kerültek elő belőle nagy számban.

## Fordítás
- Ez a szócikk részben vagy egészben  a   Neserkauhor című angol Wikipédia-szócikk ezen változatának fordításán alapul.  Az eredeti cikk szerkesztőit annak laptörténete sorolja fel. Ez a jelzés csupán a megfogalmazás eredetét és a szerzői jogokat jelzi, nem szolgál a cikkben szereplő információk forrásmegjelöléseként.

## Bibliográfia
- Abusir VI: Djedkare's family cemetery [archivált változat], Excavations of the Czech Institute of Egyptology. Prague: Czech Institute of Egyptology, Faculty of Arts, Charles University (2002). ISBN 978-8-08-627722-6 [archiválás ideje: 2013. április 7.] Archiválva 2013. április 7-i dátummal a Wayback Machine-ben